# Maria Benedita Bormann
Maria Benedita Câmara Bormann (Porto Alegre, 25 de novembre de 1853 — Rio de Janeiro, juliol de 1895), coneguda pel pseudònim Délia, va ser una cronista, novel·lista, contista i periodista brasilera.

## Biografia
Maria Benedita Câmara Bormann va néixer el 25 de novembre de 1853 a Porto Alegre, capital de Rio Grande do Sul. Era filla de Patrício Augusto da Câmara Lima (1808-1892), funcionari públic que treballava d'inspector de duanes i de Luísa Bormann de Lima (?-1903). La nena va rebre el nom de l'àvia paterna, Maria Benedita Correia da Câmara, filla dels primers Vescomtes amb Grandesa de Pelotas, qui estava casada amb el general João Hipólito de Lima, administrador (reposteiro) de la Cambra Real des de 1810. També era neboda de Leopoldo Augusto da Câmara Lima, Baró de São Nicolau.
El 1863, la família es va traslladar a Rio de Janeiro, la capital en aquell moment i s'establiren en l'antic centre històric, un barri respectable habitat per comerciants i petits operaris. Va viure en un sobrado que existeix fins al dia d'avui en el Carrer Rezende, 48. Va aprendre francès i anglès i va ser estudiosa de la literatura de l'època. Pintava, tocava el piano i cantava amb una bella veu de mezzosoprano. Es va casar el 1872 amb José Bernardino Bormann, un oncle per via materna, heroi de la Guerra de la Triple Aliança, que va ser Ministre de la Guerra el 1909, a més d'escriptor i assagista.
Délia va ser el pseudònim adoptat per Maria en la seva carrera literària durant les últimes dècades del segle xix. Extremadament talentosa, alegre i irònica, va publicar a més de cròniques, fulletons i contes curts en els principals vehicles informatius de Rio, entre 1880 i 1895, entre ells O Sorriso i O Cruzeiro, aquest últim durant un any. Després, va col·laborar amb la Gazeta da Tarde, de José do Patrocínio, i la Gazeta de Notícias, de Ferreira Araújo, entre d'altres.
Va col·laborar en una columna del diari O País, alternant-se amb escriptors de renom com Coelho Netto, Valentim Magalhães i altres. Va ser contemporània de redacció d'Aluísio Azevedo, Joaquim Nabuco, Carlos de Laet i de la poeta portuguesa Maria Amália Vaz de Carvalho. Va escriure en estil refinat i elegant i, per als crítics, va ser impactant, amb un punt d'erotisme.

## Obres
- 1883 - Aurélia, novel·la
- 1884 - Uma Víctima, contes;
- 1890 - Lésbia, novel·la;
- 1890 - A estátua de neve, conte
- 1893 - Celeste, novel·la;
- 1894 - Angelina, novel·la